# JLOC

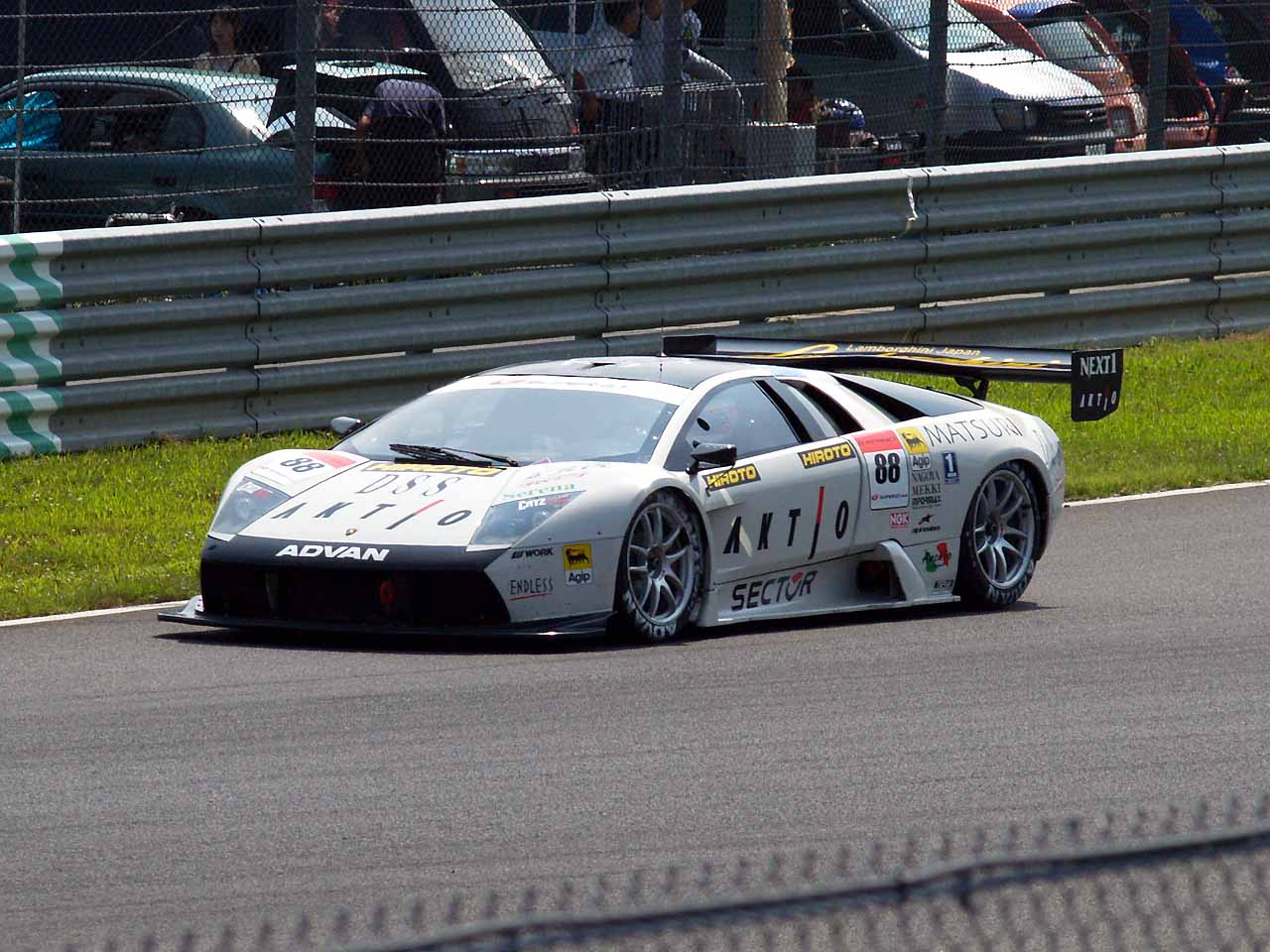
La Murciélago de Super GT en 2005

JLOC (Japan Lamborghini Owner's Club) est une écurie de course automobile japonaise fondée en 1993. Comme son nom l'indique, son but est de faire courir des gentlemen driver dans des compétitions de grand tourisme et d'endurance.
L'écurie participe aux championnats Super GT, Asian Le Mans Series et aux 24 Heures du Mans.

## Palmarès
- Super GT

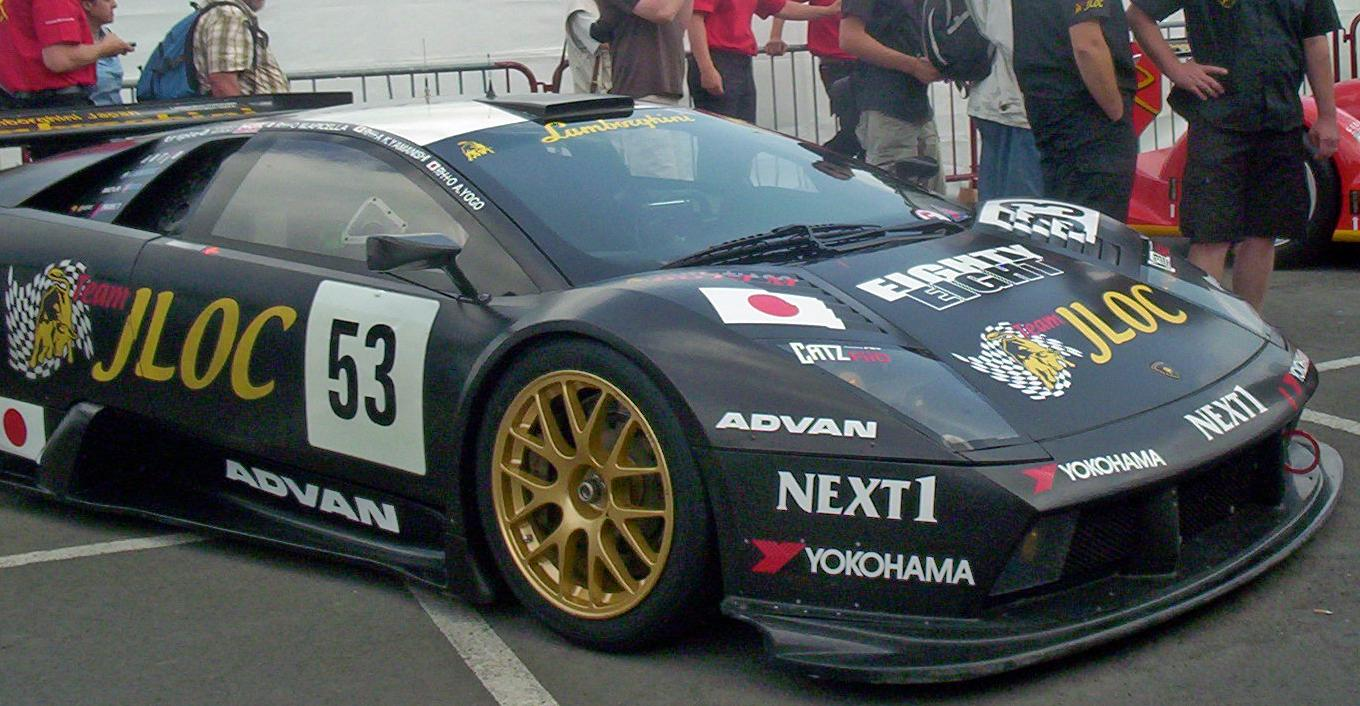
La Murciélago aux 24 Heures du Mans 2007

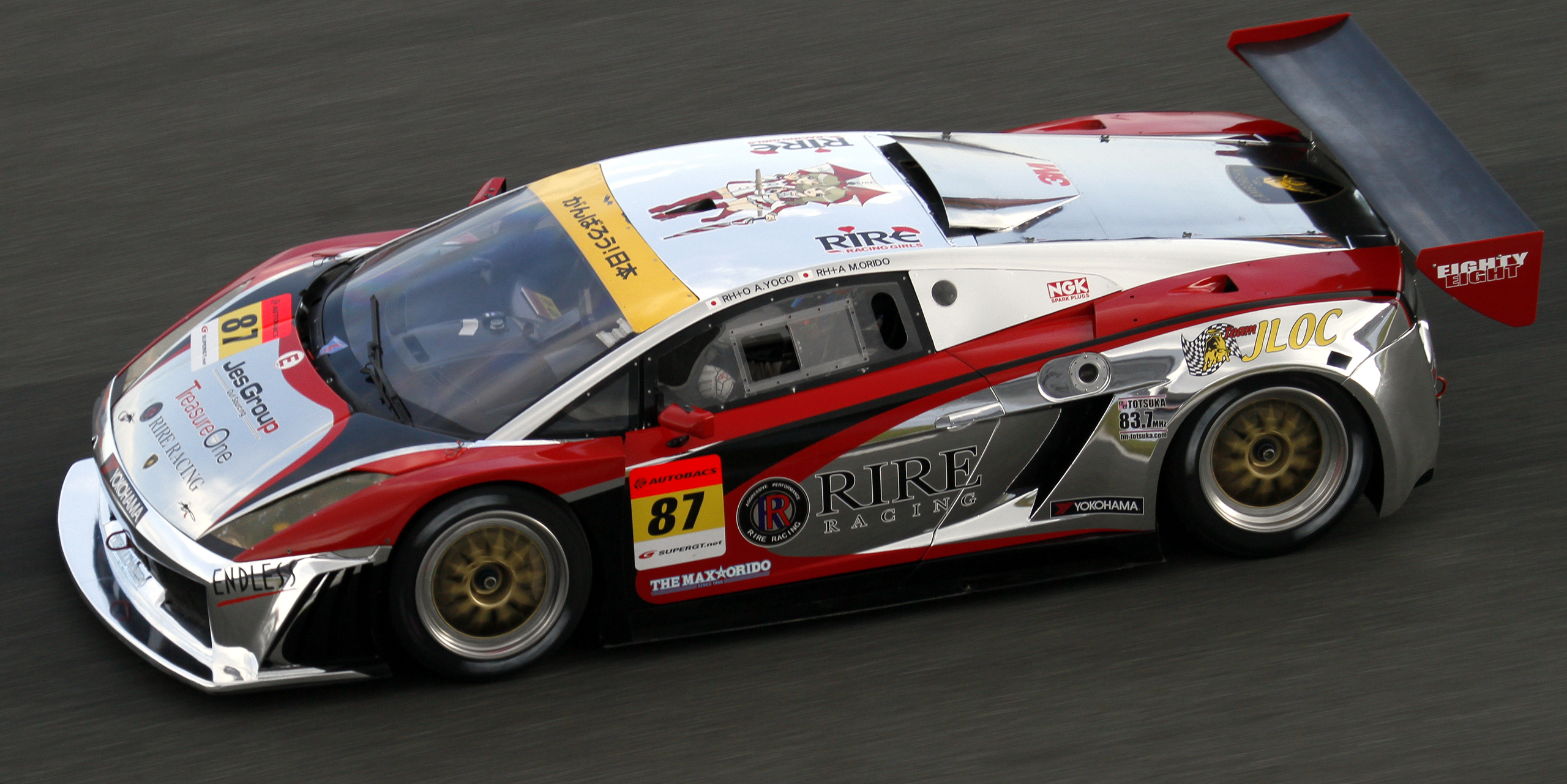
La Gallardo RG-3 de Super GT en 2011

  - L'écurie participe à la catégorie GT300 depuis que ce championnat a pris sa forme actuelle en 2005 et elle a gagné dans sa catégorie la première course de la saison 2006 à Suzuka.

- 24 Heures du Mans
  - Malgré des participations en 2006, 2007, 2009 et 2010, l'écurie a abandonné lors de toutes ces courses.

- Japan Le Mans Challenge
  - Vainqueur de la catégorie GT1 des 1 000 kilomètres d'Okayama en 2006 avec Koji Yamanishi, Yasatuka Hinoi et Wada-Q sur une Lamborghini Murciélago RG-1

- Asian Le Mans Series
  - Champion de la catégorie GT1 en 2009 avec Atsushi Yogo et Hiroyuki Iiri sur une Lamborghini Murciélago R-GT
  - Vainqueur de la catégorie GT1 dans la première course des 1 000 kilomètres d'Okayama 2009

## Pilotes et anciens pilotes
- Marco Apicella
- Naohiro Furuya
- Hiroyuki Iiri
- Satoshi Ikezawa
- Yuya Sakamoto
- Tsuyoshi Takahashi
- Takao Wada
- Koji Yamanishi
- Atsushi Yogo